# 毕节小檗
毕节小檗（学名：Berberis guizhouensis）为小檗科小檗属下的一个种。

## 扩展阅读
- 維基物種上的相關：毕节小檗